# Trip-Hop
Trip-Hop ist ein elektronischer Musikstil, für den langsame, dem Hip-Hop ähnliche Rhythmen charakteristisch sind (meist zwischen 80 und 100 BPM). Die Stücke enthalten oft Sprechgesang, Samples oder Gesang. Trip-Hop entstand Anfang der 1990er in der Region um die englische Stadt Bristol und wurde daher auch Bristol Sound genannt.

## Klang und Beschreibung
Trip-Hop wird aufgrund niedriger Tempi und atmosphärischen Klangflächen oft als introvertiert oder melancholisch empfunden. Oft wird mit Low-Fidelity-Effekten wie dem Knistern von Schallplatten gearbeitet. In neuerer Zeit wird die Musikrichtung teils mit anderen Klängen wie Waldgeräuschen kombiniert. Instrumentale Trip-Hop-Stücke werden von vielen zur klaren Abgrenzung nicht mehr als Trip-Hop, sondern als Downbeat bezeichnet. Andernorts dient der Begriff Downbeat jedoch als übergeordnete Kategorie oder Sammelbegriff für verschiedene Stilrichtungen, zu denen auch Trip-Hop gehört.

### Name und Herkunft
Trip-Hop hat seine Wurzeln im Hip-Hop und Dub, wobei jedoch auf Charakteristika wie Rap beim Trip-Hop meist verzichtet wird. Oft sind harmonisch-melodische Elemente anzutreffen, ähnlich wie bei Popmusik.
Der Musikjournalist Andy Pemberton verwendete den Begriff Trip hop erstmals 1994 in der Juni-Ausgabe des MIXMAG-Magazins. Der Name entstand durch die in die Musik eingeflossenen Hip-Hop-Elemente und die ähnlich einem Trip empfundenen langsamen Sounds. In der multikulturellen Szene von Bristol bildete sich gegen Ende der 1980er-Jahre das Künstlerkollektiv The Wild Bunch, zu dem auch Massive Attack und Tricky gehörten. Massive Attack hatten nach Meinung vieler Hörer schon mit ihrem ersten Album Blue Lines den Grundstein des Trip-Hop gelegt, doch war es zum Großteil noch sehr stark an Funk und Soul angelehnt. 
Portishead (benannt nach dem gleichnamigen Ort in England, in der Nähe von Bristol) war die erste Band, die den neuen Stil so präsentierte, dass die Musikjournalisten Bedarf für eine neue Genre-Bezeichnung sahen. Der alternative Begriff Bristol Sound ist heute selbst in Bristol umstritten, weil sich viele lokale Musiker, die keinen Trip-Hop produzieren, ausgegrenzt fühlen.

## Bekannte Interpreten
Bekannte Trip-Hop-Interpreten sind neben Massive Attack und Portishead auch Björk, Crustation, Tricky, Smith & Mighty, DJ Krush, Lamb, Red Snapper, Morcheeba, Waldeck, Mandalay, Nightmares on Wax, Faithless, Hooverphonic, Moloko, Smoke City, Kid Cudi und Kruder & Dorfmeister. Mit dem Begriff Trip-Hop werden oft auch die englischen Labels Mo’ Wax und Ninja Tune verbunden. Ihre Künstler (beispielsweise UNKLE, DJ Shadow, Amon Tobin, Kid Koala, Mr. Scruff, The Herbaliser) verwenden sehr viele dem Trip-Hop ähnliche Elemente, sind aber eher Hip-Hop-beeinflusst. So verstehen sich beide Labels eher als Abstract-Hip-Hop-Labels.
Wenn man den Bereich etwas weiter fasst, stößt man auf experimentelle Projekte wie Coldcut oder sehr eigenständige Bands wie Air, doch entspricht diese Musik nicht mehr der verbreiteten Definition von Trip-Hop. Seit dem Aufkommen von Trip-Hop und dessen Einfluss auf verschiedenste Musiker können typische Elemente auch in anderen Genres wiedergefunden werden.